# Carlo Marsili
Carlo Marsili (Bologna, 25 giugno 1805 – Bologna, 18 marzo 1875) è stato un politico italiano.